# Streblosoma
Streblosoma är ett släkte av ringmaskar som beskrevs av M. Sars, in G.O. Sars 1872. Streblosoma ingår i familjen Terebellidae.

## Dottertaxa tillStreblosoma, i alfabetisk ordning[1][2]
- Streblosoma abranchiata
- Streblosoma acymatum
- Streblosoma amboinense
- Streblosoma atos
- Streblosoma bairdi
- Streblosoma cespitosa
- Streblosoma chilensis
- Streblosoma crassibranchia
- Streblosoma duplicata
- Streblosoma dytikos
- Streblosoma gracile
- Streblosoma hartmanae
- Streblosoma hesslei
- Streblosoma intestinale
- Streblosoma japonica
- Streblosoma latitudinis
- Streblosoma longa
- Streblosoma longifilis
- Streblosoma longiremis
- Streblosoma maligirrima
- Streblosoma minutum
- Streblosoma oligobranchiatum
- Streblosoma pacifica
- Streblosoma persica
- Streblosoma polybranchia
- Streblosoma prora
- Streblosoma quadridentatum
- Streblosoma sinica
- Streblosoma spiralis
- Streblosoma toddae
- Streblosoma uncinatus
- Streblosoma variouncinatum
- Streblosoma xiangyanghong